# 卡尔维 (贝内文托省)

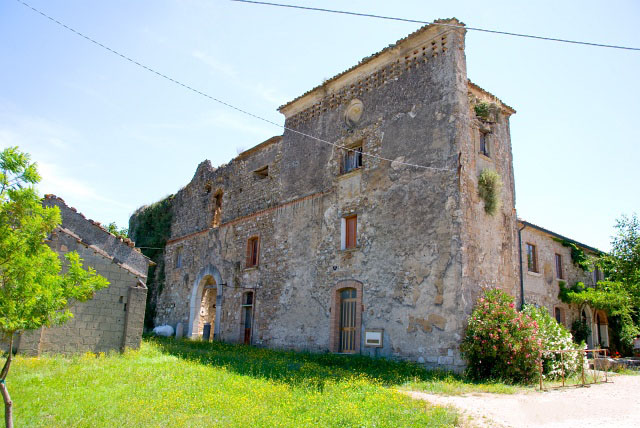
宫殿

卡尔维（義大利語：Calvi）是意大利坎帕尼亞大區貝內文托省的市镇。位于省会貝內文托东南10公里处。面积为22.2平方公里，人口数量为2,581人（2020年）。